# Prosper Ludwig von Arenberg

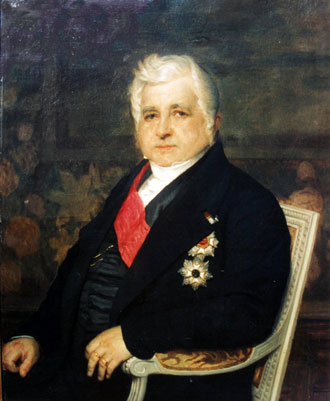
Prosper Ludwig, Gemälde eines unbekannten belgischen Malers, Original im Rathaus Meppen

Prosper Ludwig von Arenberg (* 28. April 1785 in Enghien; † 27. Februar 1861 in Brüssel), Herzog von Arenberg, Aarschot (Aerschot) und Meppen, Fürst von Recklinghausen, Graf von der Mark etc. war ein Fürst des Heiligen Römischen Reiches und Oberhaupt des Hauses Arenberg.

## Leben
Nachdem sein Vater Ludwig Engelbert von Arenberg (1750–1820) ihm im September 1803 die Regierung des Herzogtums Arenberg-Meppen übergeben hatte, wurde er 7. Herzog von Arenberg. Das Territorium umfasste zu diesem Zeitpunkt die Grafschaft Recklinghausen und das Amt Meppen. Neben Brüssel wurde Schloss Clemenswerth zeitweilig seine deutsche Residenz. Am 12. Juli 1806 wurde er souveränes Mitglied des Rheinbundes. Durch die Rheinbundakte erhielt er zudem die Herrschaft Dülmen.
1806 stellte er in Lüttich zusätzlich zu seinem Rheinbund-Kontingent ein Regiment leichter Kavallerie auf (Chevau-Légers d’Arenberg), dessen Kommandeur und Inhaber er war. Der Verband wurde 1808 in die französischen Linientruppen als 27. Regiment der Jäger zu Pferde übernommen, behielt aber inoffiziell seinen alten Namen.
Durch ein Dekret Napoleons verlor das Herzogtum am 13. Dezember 1810 seine Souveränität. Meppen wurde ins französische Kaiserreich eingegliedert, die Grafschaft Recklinghausen kam zum Großherzogtum Berg.
Während des Spanischen Krieges führte Prosper Ludwig sein Kavallerie-Regiment selbst ins Feld, wurde am 28. Oktober 1811 in dem Gefecht bei Arroyo de Molinos schwer verwundet und geriet in britische Gefangenschaft, aus der er im Mai 1814 entlassen wurde. Am 15. Juni 1815, am Vorabend der Schlacht bei Quatre-Bras und drei Tage vor der Schlacht von Waterloo, war er Gast auf dem Ball der Herzogin von Richmond.
1815 verlor er durch einen Vertrag zwischen dem Königreich Hannover und Preußen vom 29. Mai das Gebiet Meppen an Hannover und Recklinghausen und Dülmen an Preußen, Prosper Ludwig blieb aber Standesherr seiner Besitzungen. Als solcher war er Mitglied der ersten Kammer der Ständeversammlung des Königreichs Hannover und erhielt 1854 einen erblichen Sitz im Preußischen Herrenhaus sowie 1826 bis zu seinem Tod im Provinziallandtag der Provinz Westfalen. Er war 1847 auch Teilnehmer des ersten Vereinigten Landtags. 1854 errichtete er in Preußen einen Familienfideikommiss der mit umfangreichen Ländereien unter anderem in der Nähe von Düsseldorf ausgestattet war (Stoffeln, heute teilweise Gelände des Volksgartens und des Universitätsklinikums Düsseldorf; Himmelgeist: Schloss Mickeln).
1831 war er der Kandidat des Kirchenstaates für die Wahl zum König der Belgier. Der Herzog von Arenberg erwarb sich auch große Verdienste um die Vollendung des Kölner Doms. Eingedenk der bis ins Mittelalter zurückreichenden Bindungen seiner Familie an die Stadt Köln war er Mitglied des 1842 gegründeten Zentral-Dombau-Vereins zu Köln, dem er bis zu seinem Tod 1861 jährlich 1000 Taler überschrieb. 1848 stiftete er auf Bitten der Recklinghäuser Bürgerschaft, überreicht durch Franz Schneider und Adolf Wicking, das Kapital zur Errichtung eines Armenhospitals, des späteren Prosper-Hospitals in Recklinghausen.

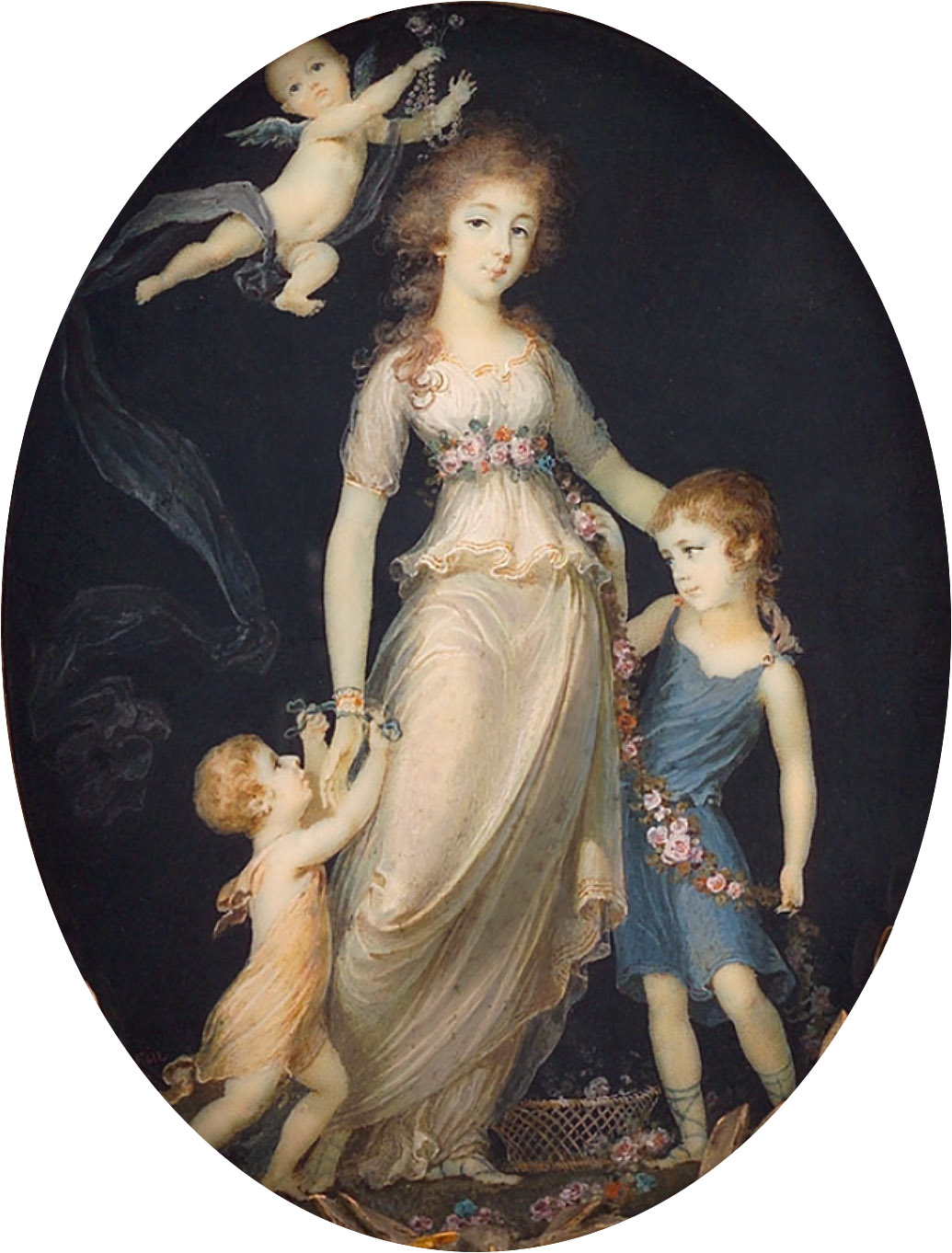
Prosper Ludwig als Kind (rechts) im Kreise seiner Geschwister Pauline (Mitte) und Peter (links) auf einer Miniatur des Jahres 1791

## Familie
Prosper Ludwig heiratete am 1. Februar 1808 Stéphanie de Tascher de La Pagerie, eine Cousine der französischen Kaiserin Joséphine, die Napoleon gleichzeitig zur französischen Prinzessin erhob.
Diese Ehe wurde aber 1816 wieder geschieden und Prosper-Ludwig heiratete am 26. Januar 1819 Marie Ludmilla Rosa von Lobkowitz, eine Tochter des Fürsten Anton Isidor von Lobkowitz, mit der er neun (sieben überlebende) Kinder hatte:
- Luise Pauline Sidonie (* 1820)
- ein Sohn (* und † 1822)
- Marie Flora Pauline (* 1823)
- Engelbert August Anton (1824–1875) ⚭ Maria-Eleonora Prinzessin von Arenberg (1845–1919)
  - Engelbert-Maria von Arenberg (1872–1949) ⚭ Hedwig Prinzessin de Ligne
    - Engelbert Karl von Arenberg (1899–1974)
    - Erik von Arenberg (1901–1992)
- Anton Franz (1826–1910) ⚭ Marie Ghislaine de Merode; seine Nachfahren stellen (nach dem Erlöschen der Nachfahrenlinie des älteren Bruders Engelbert August Anton) heute das Oberhaupt des Hauses Arenberg:
  - Jean Baptiste Engelbert (1850–1914) ⚭ Sophie Prinzessin von Arenberg
    - Evrard-Engelbert (1892–1969) ⚭ Anne-Louise Comtesse de Merode
      - Jean-Engelbert (1921–2011) ⚭ Sophie Prinzessin von Bayern (Tochter von Kronprinz Rupprecht)
        - Leopold Engelbert von Arenberg (* 1956) ⚭ Isabel-Juliana Gräfin zu Stolberg-Stolberg

  - Philipp von Arenberg (1848–1906) Domkapitular in Eichstätt
- eine Tochter (*/† 1827)
- Karl Peter d’Alcantara Joseph (1829–1831)
- Karl Maria Joseph (1831–1896) ⚭ Julia Hunyady von Kéthely (1831–1919, früher Frau von Mihailo Obrenović III., Fürst von Serbien)[6]
- Joseph Leonhard Balthasar (8. August 1833 – 3. Oktober 1896) ⚭ Franziska von Liechtenstein (1833–1894; siehe Arenbergpark)

## Ehrungen
Prosper von Arenberg war Inhaber des Großkreuzes des belgischen Leopoldsordens, des holländischen Löwenordens und des Hausritterordens vom Heiligen Michael, Ritter des preußischen Schwarzen Adlerordens und des bayerischen Hubertusordens und Offizier der französischen Ehrenlegion.